# 布伦托尼科
布伦托尼科（義大利語：Brentonico），是意大利特伦托自治省的一个市镇。总面积62平方公里，人口3905人，人口密度63.0人/平方公里（2009年）。ISTAT代码为022025。